# Mount-Colosseum-Nationalpark
Der Mount-Colosseum-Nationalpark (engl.: Mount Colosseum National Park) ist ein Nationalpark im Osten des australischen Bundesstaates Queensland. Er liegt 370 Kilometer nordwestlich von Brisbane, auf halbem Weg zwischen Gladstone und Bundaberg und 6 Kilometer südlich von Miriam Vale.

## Landesnatur
Der Mount Colosseum ist ein alter Lavadom und dominiert die Skyline der Gegend. Sein Gipfel steigt bis auf 470 Meter auf.
In der Nachbarschaft liegen die Nationalparks Dawes, Bulburin, Warro, Castle Tower und Eurimbula.

## Flora
Der Gipfel des Mount Colosseum ist spärlich mit Neuguinea-Araukarien bewachsen. Auf den unteren Hängen des Berges findet sich subtropischer Regenwald, u. a. mit Eukalyptusbäumen der Gattungen Ironbark und Bloodwood.

## Einrichtungen und Zufahrt
Das Zelten im Park ist nicht gestattet. Es gibt keine Wanderwege oder andere Einrichtungen für Besucher. Der Besuch wird nur in den kühleren Monaten empfohlen.
Der Park liegt westlich des Bruce Highway an der Bahnstrecke von Bundaberg nach Gladstone bei der Siedlung Makovata. Man biegt in Miriam Vale vom Highway nach Südosten, Richtung Seventeen Seventy ab und folgt der Straße 6 Kilometer. An der Einmündung biegt man nach Südwesten ab und folgt dieser Straße weitere 5 Kilometer bis zum Eingang des Parks.